# 南昌麻将
南昌麻将是中国麻将的一种形式，是流行于江西省南昌市及其周边地区的一项棋牌运动。南昌麻将在其发展过程中，在国标麻将的基础打法之上，形成了极具地方特色的特殊规则。在南昌麻将对局过程中，采取四人制无花136张牌的形式，并引入“精牌”的概念，丰富了其可玩性。

## 规则要点
南昌麻将的基本规则可参照其他地方麻将形式，但其另外包括但不限于以下的特殊要求：

- 胡牌上下不设限，没有起胡番数的要求，也没有报听申明的要求。
- 胡牌不能一炮多响，如有多人同时表示胡牌时，从打出点炮牌者按逆时针方向，顺序在前者被定为“胡牌者”。
- 胡牌不允许先弃后和，在同一圈内第一家放炮己方不和，则本圈内都不能再胡牌，直至摸、吃、碰、杠等进牌动作解除。[1]
- 庄家胡牌则连庄，否则按逆时针由右手边下家坐庄，依次轮流。连庄无奖励不算翻。
- 取牌后还需要掷骰翻出精牌。精牌在对局中可以充当万用牌，每局终了时还需单独参加分数结算。
- 除了万条筒三色相连序数牌可以构成顺子，不重复的任意三张风牌也可以通过摸牌或吃牌组成顺子，此外不重复中发白也可以组成顺子。

例如： ， ,

## 精牌
精牌又称搭子，是南昌麻将中特有的牌种。它的引入是南昌麻将的特色之一，在对局中精牌既可以充当癞子参与配牌，也可以作为本张含义解释。同时在每局终了后还需要单独结算，独立支付各家点数。

### 精的选取
在四家配牌结束后，由庄家掷骰一次，以两枚骰面点数之和为数，由牌山末尾开始逆向计算对应牌墩后，取位于该墩牌山上层之牌为精，亦可称为正精。而正精在其花色牌中相邻的下一张为副精：万条筒三色序数牌按1~9顺序计算，风牌按东南西北顺序计算，三元牌按中发白顺序计算。理论上，一局中有正、副精各四个。

例如：翻出为正精，则为副精。翻出为正精，则。翻出为正精，则为副精。翻出为正精，则为副精。

### 精的使用
- 精牌可以视为搭子、癞子，充当万用牌使用，在胡牌时可以代替任意一张牌（除杠子）。

例如：手牌为     ，其中二筒为精。

如若他家打出或自摸摸进一张，则此时可将精牌申明作或为解释；如若他家打出或自摸摸进一张，则此时可将精牌作为。

- 精牌可以做本张含义解释，也可以被主动打出。特别当精牌被打出或参与吃、碰、杠等动作时，其只能作为本张含义解释。

例如：此时为正副精，手牌为
上家打出后我方若选择吃牌，则需要将亮出作为顺子不可再拆，同时精牌不再参与手牌的万用搭配。
上家打出，由于精牌参与吃牌时只能做本身含义解释，所以吃牌条件不成立，不能吃牌。
对家打出，由于精牌参与杠牌时只能做本身含义解释，故杠牌条件不成立，只能选择碰牌或者不碰牌。

- 精牌在每局终了时，精要由己方的手牌和弃牌中取出进行单独计分结算，此时分数计算不受胡牌与否的影响。

### 精的计算
1. 正精计算为2子/个，副精计算为1子/个。
2. 霸王精:如果牌局终了时，只有一家手中有精，则其由精所得的奖励分数需要翻倍。
3. 冲关:当一家手中的精的奖励分累加之和大于或等于5子后，需要按递增规律给予翻倍奖励。具体如下：

| 得子之和 | 五子   | 六子   | 七子   | 八子   | 九子   | 以此类推 |
| 翻倍奖励 | 5*2=10 | 6*3=18 | 7*4=28 | 8*5=40 | 9*6=54 | ...      |

## 胡牌规则

### 基础牌型
南昌麻将胡牌基本牌型要求为四副牌（刻子/顺子/杠子任意凑满四组即可）+一对雀头。
例如： （正精），可胡放炮或自摸，可自摸。

### 特殊牌型
特殊牌型是不同于普通牌型的胡牌方式，其基本胡牌策略并不是四副牌+一对雀头，而是有另外的规则和计算方式。
1. 小七对：胡牌时手中的牌凑齐任意7组对子，每组对子之间可以重复，不允许有吃碰杠的动作。
例如： （正、副精），可胡放炮或自摸，可胡自摸
但如果此时若将进行暗杠，则不再满足小七对的要求。
2. 大七对：又称为碰碰胡。胡牌时手中应为4组刻子/杠子+一对雀头，可以有杠牌碰牌动作，不允许吃牌。
例如：  ,可胡牌，或自摸精。
3. 十三烂：不同于广东麻雀的十三幺（但与日本麻将的古役中的“十三不靠/十四不塔”相同），此番牌中需要万条筒的每张数字牌在其花色中相隔至少为2（不重复也不靠牌），三元牌或风牌两两不重复，不允许吃碰杠。
例如： （正副精），可胡放炮或自摸，另可自摸。
4. 七星十三烂:十三烂的特殊型，胡牌时在十三烂的基础上凑齐“东南西北中发白”七个字牌。若某一字牌为精，则只有在作为其本张含义解释时才能成为七星。

### 无精胡牌
- 无精胡牌又称之为德国，即在胡牌时手牌里没有一张精，或者有精牌但全部只作为其本张含义解释。没有牌型限定。
例如：本盘中精为，手牌为 ，胡。此时牌面内没有精，视为德国。
- 精还原是德国的一种特殊形，即牌面内有精，但是都是作为其本张含义解释。在结算时，既要认为其是无精胡牌给予奖励，也要计算他的精牌的得分。
例如：本盘中精为，手牌为  ，如若胡或，虽然九条在手牌中但只做本张含义解释，仍可以认为是还原。
- 德中德是无精胡牌的一种升级形式，即胡牌时四家手中没有任何一张精牌。
- 无精胡牌只是南昌麻将的一种附加奖励形式，并不属于特殊牌型，不和其他胡牌奖励相互冲突。

### 精钓胡牌
- 精钓是自摸的一种特殊形，即手牌已满足听牌要求，并有多的一张精牌能和任意一张进牌凑齐一个对子。一旦精钓牌型已听，则不可胡他家放炮而只能自摸（德国、杠开等除外）。
例如：   （正精），则无论接下来摸进任何牌都能与精牌凑成对子胡牌。

- 精钓牌也有可以胡他家放炮的情况，例如德国、杠开、天胡等，此时不仅需要计算精钓得分还需要计算其他牌型的奖励。
例如：本盘正副精为手牌为  ，
如果精钓牌型已听，他家打出一张，则满足精还原的牌型，此时可以胡牌并且计为无精胡牌，同时不再计算精钓。
如果精钓牌型已听，自家摸进一张，则满足精还原的牌型，并且也满足自摸精钓的要求，胡牌结算为精钓+无精胡牌。
如果精钓牌型已听，他家打出一张，则自家可以开杠，又由于杠牌后补张也属于摸牌，则此时摸进后再次符合精钓牌型，胡牌结算为精钓+杠开；如果此时补张摸进一张，则胡牌结算为精钓+杠开+德国。

- 精钓也可以结合小七对或大七对计算，并且可以在满足精还原的牌型情况下结算为无精胡牌。

### 天地胡
- 天胡即庄家起手十四张牌满足任意胡牌牌型，此时可直接宣告胡牌。天胡不再计算庄家、自摸、特殊牌型等番数，但仍旧计算精牌得子。
- 地胡即闲家起手十三张牌满足任意听牌条件，此时庄家打出的第一张牌恰好点炮，此时可直接宣告胡牌。地胡不再计算庄家、特殊牌型等番数，但仍计算精牌得子。
- 天胡、地胡结算时如若满足精钓条件，应在原得子基础上翻倍。

## 分数计算
南昌麻将的分数计算由三个部分累计：牌型基础得子计算，附加条件奖励得子计算，精和杠子的分数计算。其中，前两部分属于胡牌分数，会相互影响，计分时采用一家胡牌三家付子的方式，只要不是胡牌方均要按照要求计算牌型基础分和附加奖励分进行给子。

### 牌型基础分
1. 平胡，基础牌型胡牌每家需支付1子。
2. 小七对、大七对、十三烂，每家需支付2子；七星十三烂，每家需支付4子。
3. 天胡、地胡，每家需支付20子；精钓天胡、精钓地胡，每家需支付40子。

### 附加奖励分
附件条件的奖励分是指在胡牌基础上达成任意一项条件即可翻倍奖励，采用复合计算的方法，不同项目可叠加或重复计算。

1. 庄家，无论是否胡牌均在牌型基础分上X2。
2. 放炮，点炮者在牌型基础分上X2。
3. 自摸，在牌型基础分上X2。
4. 精钓，在牌型基础分上X2。
5. 德国，放炮者在牌型基础分上X2+5，其他人X2；自摸时每一家均应在基础分上X2+5。
6. 德中德，放炮者在牌型基础分上X4+5，其他人X4；自摸时每一家均应在基础分上X4+5。
闲家手牌，下家闲家放炮。四家均无精。
庄家支付4(七星十三烂)*4(德中德)*2(庄家)=32子，放炮闲家支付4(七星)*4(德中德)*2(放炮)+5(德中德)=37子，非点炮闲家4(七星)*4(德中德)=16子。
7. 杠上开花，可视作自摸。结算时应先认定为自摸X2，后认定为杠开再X2，合计为X4。
例如：庄家手牌(发、白为精)。对家打进，通过明杠动作补进牌则杠开。
每家需支付2(大七对)*2(庄家)*4(杠上开花)+1(明杠子1副)+3(正副精各一个)=20子。
8. 抢杠，仅限于抢他家加杠之牌，并应等同于自摸，每家在基础分上X2。抢杠形成后，原来的杠牌动作立即终止。
例如：闲家手牌  (3、4筒为精)，庄家已碰出并摸牌加杠一张。此时可直接叫胡抢杠。
庄家需支付1(平胡)*2(抢杠)*2(庄家)*2(德国)+5(德国)+5*2(冲关)=23子，其他两位闲家则需支付1(平胡)*2(抢杠)*2(德国)+5(德国)+5*2(冲关)=19子。

### 精和杠子分
精和杠子的分数计算是独立于胡牌分数的，即无论是否胡牌均可以参与精牌的得子。
1. 暗杠子每副计2子，明杠子、补杠子每副计1子。
2. 正精每个计2子，副精每个计1子。冲关、霸王精相应翻倍。
3. 杠精每家额外给付10子后继续计算精牌得分，合计14子。之后不再计算杠子得子，冲关、霸王精相应翻倍。
例如：一家暗杠副精，并还有正精，则每家需支付14（杠精奖励）+6*3（冲关奖励）=32子

### 额外罚子
1. 抄庄，即第一圈时庄家打出第一张牌后，三名闲家依次打出相同的牌。庄家需额外支付每家5个子，对局仍然继续。
2. 流局，摸完牌山中所有牌依旧没有人胡牌则宣告荒庄流局。庄家需额外支付每家5个子，并结算每家精和杠子的得子。
3. 诈和，手牌不满足胡牌条件而强行宣告胡牌。诈和者应按开局约定额外支付每家相应罚子，并且宣布对局立即中止，不再计算精和杠子的得子。